# Roundabout (singolo)
Roundabout è il brano d'apertura dell'album Fragile della progressive band inglese Yes.
Nel 1972 una versione del brano è stata realizzata come singolo, classificandosi #13 nella Billboard Hot 100, ed il brano si è piazzato al dodicesimo posto nella classifica dei migliori singoli di quell'anno, diventando uno dei pezzi più noti della band.
Scritto da Jon Anderson e Steve Howe, il lato B del singolo è Long Distance Runaround.

## Curiosità
- Il complesso testo, a detta di Anderson, è stato pensato mentre il cantante stava guidando verso lo studio di registrazione la mattina presto.
- Il brano compare infine nella colonna sonora del film Outside Providence, del 1999.
- La canzone è stata utilizzata anche come sigla di chiusura per la prima stagione dell'anime del 2012 Le bizzarre avventure di JoJo, dal quale è derivato anche un meme molto famoso che riprende proprio la schermata di chiusura con la freccia "To Be Continued". La canzone ritorna come sigla di chiusura dell'ultimo episodio della sesta stagione (Stone Ocean).